# 에로피룸 페르닉스
에로피룸 페르닉스는 에로피룸속에 속하는 한 종이다.